# SV Hummetroth
Der SV Hummetroth (offiziell: Sportverein 1960 Hummetroth e. V.) ist ein Sportverein aus dem Höchster Ortsteil Hummetroth im Odenwaldkreis. Die erste Fußballmannschaft der Männer stieg 2025 in die Hessenliga auf.

## Geschichte
Der Verein wurde im Jahre 1960 gegründet und spielte zunächst jahrzehntelang auf Kreisebene. Zwischen 2003 und 2008 erlebte die Mannschaft ihre ersten Erfolge und schaffte den Aufstieg in die Bezirksoberliga. Aufgrund von finanziellen Engpässen und Spielermangel musste der Spielbetrieb im Jahre 2013 eingestellt werden. Zwei Jahre später begann der Neuaufbau. Ab 2017 engagierte sich der Mäzen Stefano Trizzino im Verein. Mit Hilfe von zahlreichen ehemaligen Profispielern feierten die Hummetrother mehrere Aufstiege innerhalb kürzester Zeit, zeitweise waren Ex-Profis wie Thomas Epp oder Sandro Sirigu für den Klub als Trainer tätig. Nach drei Aufstiegen in Folge erreichte der Verein im Jahre 2025 die Hessenliga.

## Erfolge
- Meister der Verbandsliga Süd: 2025

## Persönlichkeiten
- Branimir Aleksić
- Thomas Epp
- Živojin Juškić
- Christopher Nguyen
- Sandro Sirigu
- Jannik Sommer
- Daniele Toch